# Isidro Juárez
Isidro Juárez del Moral (Burgos, 2 gennaio 1956) è un ex ciclista su strada spagnolo.
Professionista dal 1977 al 1986, vinse una tappa alla Vuelta a España e un titolo nazionale in linea (successivamente revocato per positività alla Propilhexedrina; tale titolo venne assegnato a Faustino Rupérez).

## Palmarès
- 1979 (Colchón CR, due vittorie)

5ª tappa, 1ª semitappa Vuelta al País Vasco (Bermeo > Oñati)
4ª tappa Vuelta a Cantabria (Castro Urdiales > Pedrena)
Campionati spagnoli, Prova in linea
- 1980 (Manzaneque, una vittoria)

5ª tappa, 2ª semitappa Vuelta a Aragón (Saragozza > Saragozza, cronometro)
- 1981 (Zor, due vittorie)

3ª tappa Vuelta a La Rioja (Logroño > Rioja Alta)
Classifica generale Vuelta a La Rioja
- 1982 (Zor, una vittoria)

2ª tappa Vuelta a Burgos (Aranda > Briviesca)
- 1984 (Hueso, una vittoria)

5ª tappa Vuelta a Asturias (Villaviciosa > Asturella)
- 1985 (Hueso, una vittoria)

16ª tappa Vuelta a España (Albacete > Alcalá de Henares)

### Altri successi
- 1982 (Zor)

Criterium di Laguna de Duero
Classifica a punti Vuelta a Burgos
Classifica generale Vuelta a Cartagena
- 1986 (Zahor)

Classifica sprint Volta Ciclista a Catalunya

## Piazzamenti

### Grandi Giri
- Giro d'Italia

1982: 56º
- Vuelta a España

1977: 49º
1978: non partito (17ª tappa)
1979: 49º
1980: 48º
1981: ritirato (5ª tappa)
1982: 42º
1983: 39º
1984: 55º
1985: 63º
1986: 66º

### Classiche monumento
- Milano-Sanremo

1982: 41º